# Rukławki
Rukławki (niem. Rochlack) – wieś w Polsce położona w województwie warmińsko-mazurskim, w powiecie olsztyńskim, w gminie Biskupiec.
W latach 1975–1998 miejscowość administracyjnie należała do województwa olsztyńskiego.

## Historia
Po II wojnie światowej szkołę podstawową w Rukławkach uruchomiono 24 czerwca 1945 roku.
Nieopodal wsi znajduje się ośrodek wypoczynkowy "Słoneczny Brzeg" leżący nad jeziorem Dadaj, który w roku 2007 został uatrakcyjniony nowym pomostem. 